# Academia Nacional de Medicina dos Estados Unidos
A Academia Nacional de Medicina dos Estados Unidos (em inglês:  National Academy of Medicine), conhecida como Institute of Medicine (IOM) até 30 de junho de 2015, é uma organização não governamental sem fins lucrativos dos Estados Unidos, fundada em 1970 com base na carta congressional da Academia Nacional de Ciências dos Estados Unidos. É parte das Academias Nacionais de Ciências, Engenharia e Medicina, que também inclui:
- Academia Nacional de Ciências dos Estados Unidos (National Academy of Sciences - NAS)
- Academia Nacional de Engenharia dos Estados Unidos (National Academy of Engineering - NAE)
- Conselho Nacional de Pesquisa (National Research Council - NRC)